# Eiconaxius weberi
Eiconaxius weberi är en kräftdjursart som först beskrevs av De Man 1907.  Eiconaxius weberi ingår i släktet Eiconaxius och familjen Axiidae. Inga underarter finns listade i Catalogue of Life.